# احد آزادی‌خواه
احد آزادیخواه چهره اصولگرا و نمایندهٔ دورهٔ دهم، یازدهم و دوازدهم از حوزهٔ انتخابیهٔ ملایر در استان همدان است. وی با کسب ۳۴٬۳۱۳ رای از مجموع ۶۷٬۸۰۷ رای معادل ۵۵٪ درصد آرا در دور دوم به مجلس دهم راه پیدا کرد. 
او در ادوار یازدهم و دوازدهم نیز بعنوان نماینده ملایر انتخاب شد.

## زندگی‌نامه
آزادی‌خواه متولد ۱۳۵۴ در شهر ملایر می‌باشد. وی مدرک کارشناسی ارشد (سطح ۳) حوزه را در رشته فقه و اصول در سال ۱۳۸۱ در حوزه علمیه قم اخذ کرد و هم‌اکنون در حال تدوین پایان‌نامه علمی سطح ۴(دکترا) می‌باشد.
شغل فعلی و خلاصه سوابق شغلی ایشان:
مدیرکل تبلیغات اسلامی استان همدان، مدرس دانشگاه‌های بوعلی همدان، علوم قرآنی و آزاد ملایر به مدت ۱۰ سال، استاد حوزه علمیه همدان، معاون فرهنگی مرکز خدمات حوزه‌های علمیه قم، مدیرکل حوزه ریاست مرکز خدمات حوزه‌های علمیه کشور و هم‌اکنون مدیر کل تبلیغات اسلامی استان کردستان
ایشان دارای سابقه فعالیت رسانه ای در رادیو و تلویزیون می‌باشد.

## اتهام معاونت در شروع به قتل و معاونت در ضرب و جرح علی برادران معاون وزیر صمت
در جلسه استیضاح فاطمی امین، وزیر در نطق خود اعلام کرد که احد آزادی‌خواه کفالت افراد سوءقصد کننده به جان مهدی برادران معاون صنایع وزیر صمت را برعهده گرفته. احد آزادی‌خواه در مصاحبه‌ای دخالت خود در روند پرونده را تکذیب کرد.

## بست نشینی در مجلس
در جلسه نوبت علنی عصر سه شنبه ۲۲ اسفند ۱۳۹۶ در مجلس شورای اسلامی و در جریان بررسی استیضاح عباس آخوندی وزیر راه و شهرسازی پس از آنکه علی لاریجانی رئیس مجلس در صحن علنی پارلمان حضور یافت و ریاست جلسه را بر عهده گرفت، مجتبی ذوالنور نماینده مردم قم در مجلس به همراه محمدعلی وکیلی عضو هیئت رئیسه پارلمان در کنار صندلی وی حضور پیدا کرده و چند دقیقه ای با رئیس مجلس گفت وگو کردند.
پس از گفت‌وگوهای انجام شده بین نماینده قم و عضو هیئت رئیسه مجلس درگیری لفظی به وقوع پیوست که با وساطت جمعی از نمایندگان این غائله خاتمه پیدا کرد.
پس از درگیری لفظی بین ذوالنور و وکیلی، سید حسین نقوی حسینی نماینده مردم ورامین، مجتبی ذوالنور نماینده مردم قم، مجید ناصری‌نژاد نماینده شادگان، نصرالله پژمان‌فر نماینده مشهد و احد آزادی‌خواه نماینده ملایر در مجلس در اعتراض به اقدام اخیر هیئت رئیسه برای عدم اعلام وصول سؤال از رئیس‌جمهور در پشت صندلی‌های هیئت رئیسه به نشانه تحصن، بسط نشستند که پس از مدتی با حضور مسعود پزشکیان نمایندگان تحصن کننده جایگاه هیئت رئیسه را ترک کردند.
آزادی‌خواه دربارهٔ علت این اقدام نمایندگان، گفت: چندی پیش هیئت رئیسه مجلس اعلام کرد سؤال از رئیس‌جمهور به دلیل اینکه چند نماینده امضاء خود را پس گرفته‌اند از دستور کار خارج شده‌است. اما چند نماینده در چند روز گذشته این طرح سؤال را امضا کرده‌اند و نمایندگان از هیئت رئیسه درخواست داشته‌اند که این طرح اعلام وصول شود که هیئت رئیسه مجلس اعلام کرد باید برای اعلام وصول حداقل یک هفته از زمان به حد نصاب رسیدن امضاها گذشته باشد.